# Кубок Англии по футболу 1896/1897
Кубок Англии 1896/97 (англ. FA Cup 1896–97) — 26-й розыгрыш старейшего кубкового футбольного турнира, Кубка Футбольной ассоциации, более известного как Кубок Англии. Победителем турнира стал бирмингемский клуб «Астон Вилла», обыгравший в финальном матче «Эвертон» со счётом 3:2. «Астон Вилла» также выиграла чемпионский титул в этом сезоне и стала вторым клубом в истории английского футбола, выигравшим «дубль» (победы в чемпионате и Кубке Англии).

## Календарь
| Раунд                            | Дата начала              | Дата окончания |
| -------------------------------- | ------------------------ | -------------- |
| Предварительный раунд            | Суббота, 10 октября 1896 |                |
| Первый квалификационный раунд    | Суббота, 10 октября 1896 | 31 октября     |
| Второй квалификационный раунд    | Суббота, 31 октября 1896 | 21 ноября      |
| Третий квалификационный раунд    | Суббота, 21 ноября 1896  | 12 декабря     |
| Четвёртый квалификационный раунд | Суббота, 12 декабря 1896 | 2 января       |
| Пятый квалификационный раунд     | Суббота, 2 января 1897   | 16 января      |
| Первый раунд                     | Суббота, 30 января 1897  |                |
| Второй раунд                     | Суббота, 13 февраля 1897 |                |
| Третий раунд                     | Суббота, 27 февраля 1897 |                |
| Полуфиналы                       | Суббота, 20 марта 1897   |                |
| Финал                            | Суббота, 10 апреля 1897  |                |

## Первый раунд
В первом раунде сыграли 32 команды, включая 10 победителей пятого квалификационного раунда, а также 16 команд из Первого дивизиона и 6 команд из Второго дивизиона («Ноттс Каунти», «Смолл Хит», «Бертон Уондерерс», «Гримсби Таун», «Ньюкасл Юнайтед» и «Манчестер Сити»). Оставшиеся команды Второго дивизиона играли в квалификационных раундах, из них в первый раунд вышли только «Ньютон Хит» и «Бертон Свифтс». Также в этом раунде сыграли 8 клубов, не входивших в Футбольную лигу, но прошедших квалификационные раунды.
| №           | Хозяева                | Счёт | Гости                   | Дата            |
| ----------- | ---------------------- | ---- | ----------------------- | --------------- |
| 1           | Ливерпуль              | 4:3  | Бертон Свифтс           | 30 января 1897  |
| 2           | Престон Норт Энд       | 6:0  | Манчестер Сити          | 30 января 1897  |
| 3           | Сток                   | 5:2  | Глоссоп Норт Энд        | 30 января 1897  |
| 4           | Блэкберн Роверс        | 2:1  | Шеффилд Юнайтед         | 30 января 1897  |
| 5           | Астон Вилла            | 5:0  | Ньюкасл Юнайтед         | 30 января 1897  |
| 6           | Уэнсдей                | 0:1  | Ноттингем Форест        | 30 января 1897  |
| 7           | Гримсби Таун           | 0:0  | Болтон Уондерерс        | 30 января 1897  |
| Переигровка | Болтон Уондерерс       | 3:3  | Гримсби Таун            | 8 февраля 1897  |
| Переигровка | Болтон Уондерерс       | 3:2  | Гримсби Таун            | 11 февраля 1897 |
| 8           | Сандерленд             | 1:0  | Бернли                  | 30 января 1897  |
| 9           | Дерби Каунти           | 8:1  | Барнсли Сент-Питерс     | 30 января 1897  |
| 10          | Лутон Таун             | 0:1  | Вест Бромвич Альбион    | 30 января 1897  |
| 11          | Эвертон                | 5:2  | Бертон Уондерерс        | 30 января 1897  |
| 12          | Ньютон Хит             | 5:1  | Кеттеринг               | 30 января 1897  |
| 13          | Стоктон                | 0:0  | Бери                    | 30 января 1897  |
| Переигровка | Бери                   | 12:1 | Стоктон                 | 2 февраля 1897  |
| 14          | Смолл Хит              | 1:2  | Ноттс Каунти            | 30 января 1897  |
| 15          | Миллуолл Атлетик       | 1:2  | Вулверхэмптон Уондерерс | 30 января 1897  |
| 16          | Саутгемптон Сент-Мэрис | 1:1  | Хинор Таун              | 30 января 1897  |
| Переигровка | Хинор Таун             | 0:1  | Саутгемптон Сент-Мэрис  | 3 февраля 1897  |

## Второй раунд
| №           | Хозяева                | Счёт | Гости                   | Дата            |
| ----------- | ---------------------- | ---- | ----------------------- | --------------- |
| 1           | Престон Норт Энд       | 2:1  | Сток                    | 13 февраля 1897 |
| 2           | Блэкберн Роверс        | 2:1  | Вулверхэмптон Уондерерс | 13 февраля 1897 |
| 3           | Астон Вилла            | 2:1  | Ноттс Каунти            | 13 февраля 1897 |
| 4           | Вест Бромвич Альбион   | 1:2  | Ливерпуль               | 13 февраля 1897 |
| 5           | Сандерленд             | 1:3  | Ноттингем Форест        | 13 февраля 1897 |
| 6           | Дерби Каунти           | 4:1  | Болтон Уондерерс        | 13 февраля 1897 |
| 7           | Эвертон                | 3:0  | Бери                    | 13 февраля 1897 |
| 8           | Саутгемптон Сент-Мэрис | 1:1  | Ньютон Хит              | 13 февраля 1897 |
| Переигровка | Ньютон Хит             | 3:1  | Саутгемптон Сент-Мэрис  | 17 февраля 1897 |

## Третий раунд
| №           | Хозяева          | Счёт | Гости            | Дата            |
| ----------- | ---------------- | ---- | ---------------- | --------------- |
| 1           | Ливерпуль        | 1:1  | Ноттингем Форест | 27 февраля 1897 |
| Переигровка | Ноттингем Форест | 0:1  | Ливерпуль        | 3 марта 1897    |
| 2           | Престон Норт Энд | 1:1  | Астон Вилла      | 27 февраля 1897 |
| Переигровка | Астон Вилла      | 0:0  | Престон Норт Энд | 3 марта 1897    |
| Переигровка | Астон Вилла      | 3:2  | Престон Норт Энд | 8 марта 1897    |
| 3           | Дерби Каунти     | 2:0  | Ньютон Хит       | 27 февраля 1897 |
| 4           | Эвертон          | 2:0  | Блэкберн Роверс  | 27 февраля 1897 |

## Полуфиналы
| Астон Вилла | 3:0 | Ливерпуль |
| ----------- | --- | --------- |
|             |     |           |

| Эвертон | 3:2 | Дерби Каунти |
| ------- | --- | ------------ |
|         |     |              |

## Финал
Финал состоялся 10 апреля 1897 года на лондонском стадионе «Кристал Пэлас». В нём встретились «Астон Вилла» из Бирмингема и «Эвертон» из Ливерпуля. Победу со счётом 3:2 одержал бирмингемский клуб. «Вилла» выиграла «дубль» в этом сезоне, также став чемпионом Англии.
| Астон Вилла                             | 3:2 | Эвертон             |
| --------------------------------------- | --- | ------------------- |
| Кэмпбелл 18′ · Уэлдон 35′ · Крабтри 44′ |     | Белл 23′ · Бойл 28′ |

| Астон Вилла | Эвертон |